# Thomas Geve
Thomas Geve (ur.  27 października 1929 w Szczecinie, zm. 27 sierpnia 2024 w Hajfie) – niemiecki inżynier i pisarz narodowości żydowskiej, ocalony z Holocaustu.
W czerwcu 1943 r. trafił wraz z matką do Auschwitz i przeżył dzięki przydzieleniu do komando murarskiego. W związku z postępami Armii Czerwonej w styczniu 1945 r. w marszu śmierci ewakuowany do Loslau, następnie przewieziony do Gross-Rosen, a potem do Buchenwald. Przez okres pobytu w niemieckich obozach zagłady rysował sceny z życia obozowego, które odtworzył po wyzwoleniu i zawarł w książce Chłopiec, który narysował Auschwitz. Po wyzwoleniu przez sierociniec w Szwajcarii trafił do Wielkiej Brytanii, gdzie mieszkał jego ojciec. W 1950 r. wyemigrował do Izraela, gdzie służył w armii jako inżynier, a potem pracował jako inżynier budowlany.